# Lohar
Die Lohar (auch Khyber-War-Sickle) ist eine Streitsichel der Banochie, eines Stammes in Afghanistan, die nahe dem Khyber-Pass leben.

## Geschichte
Die Lohar wurde vom Banochie-Stamm, der zu den Khyber-Stämmen gehört, entwickelt. Er ist neben einer Waffe auch ein Statussymbol des Trägers. Jeder Mann des Stammes fertigt seinen Lohar selbst und versieht diesen mit seinem eigenen Dekor und seinen persönlichen Zeichen.

## Beschreibung
Die Klinge der Lohar ist gebogen und gleicht einem Vogelschnabel oder einer Sichel. Sie ist am Heft (Griff) breit und läuft zum Ort (Spitze) hin spitz zu. Die nach unten gerichtete Seite der Klinge ist scharf. Die Klinge steht im rechten Winkel vom Stiel ab. Klinge, Stiel und Heft bestehen aus einem Stück. Der Heft ist zu Zierzwecken mit Messing, Holz, Knochen oder Elfenbein überzogen. Die ganze Lohar besteht aus Stahl und ist auf seiner ganzen Fläche mit Symbolen verziert. Die Lohar hat eine Gesamtlänge von etwa 40 cm. Manche Lohar sind so konstruiert, dass die Klinge und das Heft zum Stiel hin eingeklappt werden können.